# فین‌فیشر

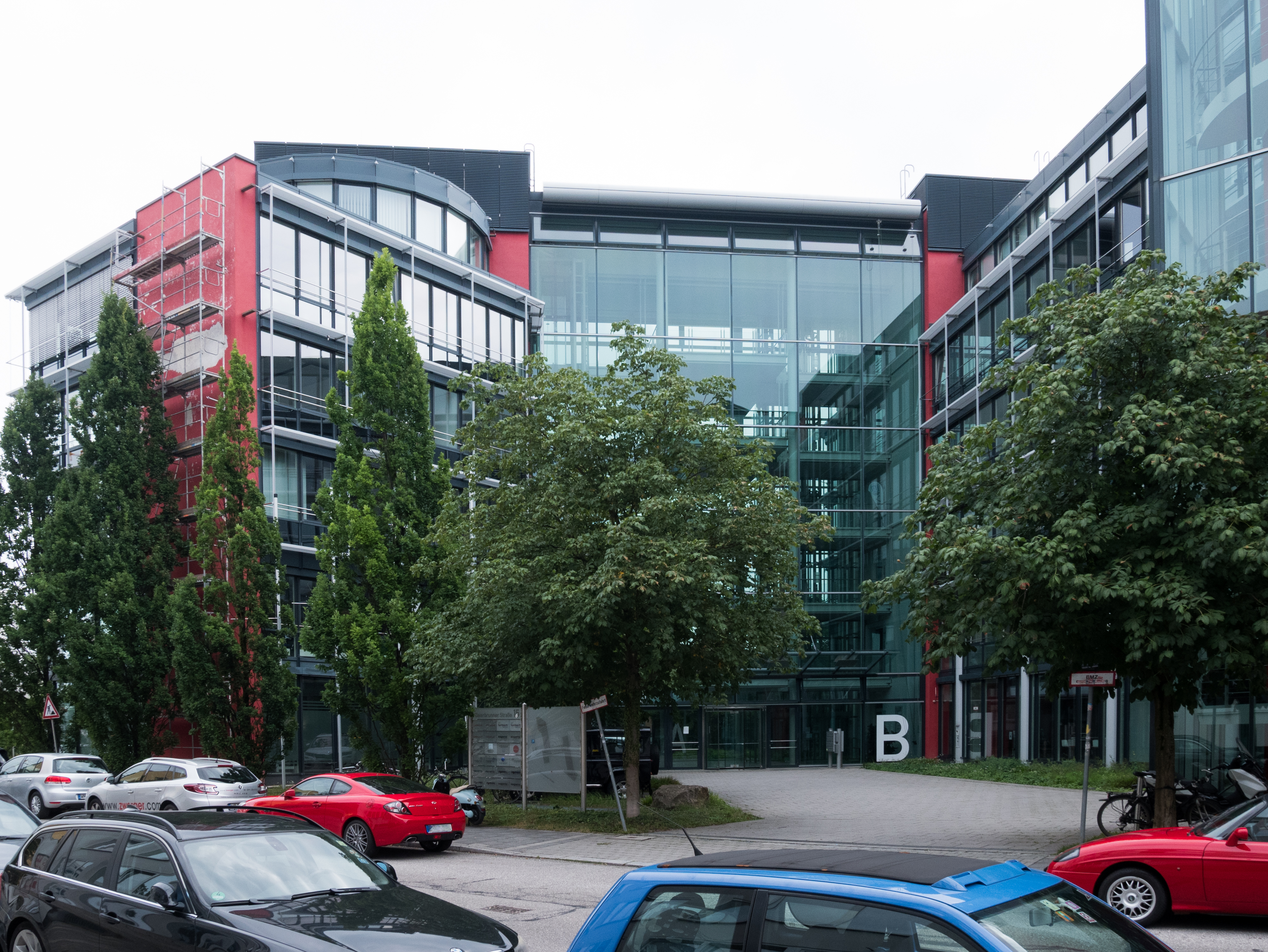
سرویس‌ امنیتی و جاسوسی جهان

فین‌فیشر (به انگلیسی: FinFisher) یا فین‌اسپای (به انگلیسی: FinSpy) نام یک جاسوس‌افزار است که گفته می‌شود توسط بسیاری از سرویس‌های امنیتی و جاسوسی جهان برای دستیابی مخفیانه به اطلاعات ذخیره‌شده در رایانهٔ افراد مورد استفاده قرار می‌گیرد. با این حال امکان استفاده از آن برای گروه‌های خلافکار یا هکرها نیز وجود دارد.
این نرم‌افزار توسط شرکت‌های نرم‌افزاری FinFisher در آلمان و Gamma International انگلستان تهیه و فروخته می‌شود و مطابق آگهی، خود این شرکت‌ها توانایی دستیابی به گفتگوهای جی‌میل، یاهو، هاتمیل و اسکایپ را دارا است و می‌تواند دسترسی کامل به رایانهٔ هدف را فراهم کند.
در سال ۲۰۱۱ مطابق اسنادی که در پی غارت مرکز امنیت مصر به دست آمد، شرکت Gamma International انگلستان این جاسوس‌افزار را طی قراردادی به حکومت حسنی مبارک در مصر، که خواهان استفاده از آن برای ردگیری فعالان سیاسی بوده‌است فروخته بود. با این حال Gamma International این خبر را تکذیب کرد.
مشخص شده‌است که این جاسوس‌افزار در کشورهای بحرین و اتیوپی بر ضد فعالان حقوق بشر مورد استفاده قرار گرفته‌است و حدس زده می‌شود که پیش از سال ۲۰۱۲ میلادی در پاکستان نیز فعال بوده‌است.
در نوامبر سال ۲۰۱۴ میلادی، چهار گروه حقوق بشری اقدام به انتشار رایگان ابزار ضدجاسوسی‌ای به نام Detekt کردند که گفته می‌شود می‌تواند فین‌فیشر را شناسایی و آن را پاک کند.